# Wolfgang Hentrich
Wolfgang Hentrich (* 1966 in Radebeul) ist ein deutscher Geiger, Konzertmeister und Professor für Violine. Seit 1996 ist er Erster Konzertmeister der Dresdner Philharmonie.

## Werdegang
Wolfgang Hentrich wurde 1966 in Radebeul bei Dresden geboren und erhielt ersten Geigenunterricht als 5-Jähriger bei Gertraude Markow an der Radebeuler Musikschule. Er absolvierte bereits als Kind viele Konzerte mit seinen beiden Geschwistern.
Er besuchte die Kreuzschule in Dresden und sang dort im Schulchor der EOS unter Christian Hauschild.
Hentrich studierte an der Musikhochschule Dresden bei Gudrun Schröter und Gustav Schmahl. Von 1987 bis 1996 wirkte er als Erster Konzertmeister der Robert-Schumann-Philharmonie Chemnitz, bevor er 1996 Erster Konzertmeister der Dresdner Philharmonie wurde. Als Solist wirkte er unter anderem mit Marek Janowski, Walter Weller, Neville Marriner, Rafael Frühbeck de Burgos, Markus Poschner und Andrew Litton. Zahlreiche CD-Aufnahmen u. a. verschiedener Violinkonzerte und Orchesterwerke von Johann Strauß sowie Mozarts Sonaten für Klavier und Violine und Werke von Paganini für Violine und Gitarre dokumentieren sein musikalisches Schaffen.
Aktuell ist er Leiter des Philharmonischen Kammerorchesters, Primarius des Dresdner Streichquintetts und des Carus Ensembles Dresden und leitet seit 2013 die Deutsche Streicherphilharmonie. Das Fördervereinsorchester der Dresdner Philharmonie gründete er 2002 mit musikbegeisterten Laien und wirkt seitdem als dessen musikalischer Leiter und Dirigent. Seit 1999 leitet er die Neujahrskonzerte der Dresdner Philharmonie. Neben der Pflege der Dresdener Orchestertradition führt er regelmäßig selten gespielte Musik des 20. Jahrhunderts auf (u. a. Uraufführungen von Ignace Strasfogel in Köln und Ruth Zechlin in Chemnitz). In mehreren CD-Produktionen ist er u. a. mit Violinkonzerten von Kurt Schwaen und Ruth Zechlin sowie Orchesterwerken von Johann Strauß zu erleben. Bei Berlin Classics erschien im Jahr 2000 die CD „Arabesque“ (mit Nora Koch).
Im Jahr 2022 übernahm er von Milko Kersten die Leitung des Dresdener Ensembles Chorus 116 und erarbeitet mit diesem Aufführungen großer Chorwerke.
Hentrich hat eine Honorarprofessur an der Dresdner Musikhochschule Carl Maria von Weber und den Lehrauftrag für Violine und Orchesterspiel inne.
Er spielt eine Violine des Venezianers Sanctus Seraphin aus dem Jahr 1725, die ihm der Förderverein der Dresdner Philharmonie zur Verfügung gestellt hat.